# Bursa (Provinz)
Bursa ist eine türkische Provinz im Westen von Kleinasien an der Küste des Marmarameeres, 100 km südlich von Istanbul. Sie heißt ebenso wie die gleichnamige Provinzhauptstadt Bursa in ihrer Mitte, die mit 1,9 Millionen Einwohnern die viertgrößte Stadt der Türkei ist.
Die Provinz hat eine Fläche von 10.813 km² und zählte Ende 2020 3.101.833 Einwohner (Bevölkerungsfortschreibung ADNKS). Mit nahezu 300 Einwohner je Quadratkilometer zählt Bursa zu den dichter besiedelten Regionen der Türkei und festigt Platz 6 in dieser Liste. In ihrer grünen Landschaft (Yeşil Bursa, deutsch Grünes Bursa genannt) liegen einige heilkräftige Schwefelquellen. Mitten hindurch zieht sich das Uludağ-Gebirge, das früher den Namen Mysischer bzw. Bithynischer Olymp hatte.

## Verwaltungsgliederung
Die Provinz ist seit 1990 in 17 İlçe gegliedert, die vom Siedlungsbild in ländlichen Bereichen einem Landkreis, in städtischen Ballungsräumen einem Stadtbezirk ähneln. 1986 wurde die alte Gemeinde Bursa aufgelöst und an ihrer Stelle eine Großstadtgemeinde (Bursa Büyükşehir Belediyesi) errichtet. Zu diesem Zweck wurde das alte Stadtgebiet auf mehrere Gemeinden (Belediye) aufgeteilt und mit diesen und angrenzenden Gemeinden die Großstadtgemeinde gebildet. Sukzessive wurde durch Gründung und Auflösung von Gemeinden und Überführungen von (2012: 662) Dorf- (Köy) in Mahalle-Organisationen eine Einräumigkeit von Kommunalverwaltung (durch die Belediye) und staatlicher Verwaltung (durch das İlçe) hergestellt, so dass sich im Ergebnis das Gebiet der Einzelgemeinden mit dem jeweils gleichnamigen staatlichen Verwaltungsbezirk deckt. Im Jahr 2000 zählte man noch 54 Belediye. Nach einer Verwaltungsreform 2013 umfasst das Gebiet der Großstadtgemeinde die gesamte Provinz. Die kommunalen Selbstverwaltungsorgane auf Provinzebene (İl Meclisi) wurden aufgelöst und ihre Zuständigkeiten auf die Verwaltung der Großstadtgemeinde übertragen. Die Provinz wurde damit zu einem rein staatlichen Verwaltungsbezirk.
Die 17 İlçe sind:
| Kreis- code 1    | Landkreis İlçe   | Fläche 2 (km²) | Bevölkerung am 31.12.2020 3 | Bevölkerung am 31.12.2020 3 | Bevölkerung am 31.12.2020 3 | Anzahl der Mahalle | Bevölke rungs dichte (Einw./km²) | Sex Ratio 4 Frauen auf 1000 Männer | Grün- dungs datum 5, 6 |
| Kreis- code 1    | Landkreis İlçe   | Fläche 2 (km²) | Gesamt                      | männlich                    | weiblich                    | Anzahl der Mahalle | Bevölke rungs dichte (Einw./km²) | Sex Ratio 4 Frauen auf 1000 Männer | Grün- dungs datum 5, 6 |
| ---------------- | ---------------- | -------------- | --------------------------- | --------------------------- | --------------------------- | ------------------ | -------------------------------- | ---------------------------------- | ---------------------- |
| 1783             | Büyükorhan       | 505            | 9.485                       | 4.659                       | 4.826                       | 43                 | 18,8                             | 1036                               | 1987                   |
| 1343             | Gemlik           | 401            | 115.404                     | 58.074                      | 57.330                      | 35                 | 287,8                            | 987                                | 1926                   |
| 1935             | Gürsu            | 106            | 96.985                      | 48.919                      | 48.066                      | 15                 | 915,0                            | 983                                | 1990                   |
| 1799             | Harmancık        | 400            | 6.145                       | 2.986                       | 3.159                       | 31                 | 15,4                             | 1058                               | 1987                   |
| 1411             | İnegöl           | 1.118          | 281.384                     | 141.314                     | 140.070                     | 116                | 251,7                            | 991                                | 1926                   |
| 1420             | İznik            | 753            | 43.102                      | 21.796                      | 22.306                      | 46                 | 58,6                             | 1023                               | 1930                   |
| 1434             | Karacabey        | 1.158          | 84.666                      | 42.340                      | 42.326                      | 85                 | 73,1                             | 1000                               | 1926                   |
| 1457             | Keles            | 617            | 11.499                      | 5.739                       | 5.760                       | 42                 | 18,6                             | 1004                               | 1953                   |
| 1960             | Kestel           | 396            | 70.865                      | 35.512                      | 35.353                      | 36                 | 179,0                            | 996                                | 1990                   |
| 1530             | Mudanya          | 369            | 102.523                     | 49.831                      | 52692                       | 47                 | 277,8                            | 1057                               | 1926                   |
| 1535             | Mustafakemalpaşa | 1.641          | 101.820                     | 50.554                      | 51.266                      | 131                | 62,0                             | 1014                               | 1926                   |
| 1829             | Nilüfer          | 552            | 484.832                     | 240.819                     | 244.013                     | 64                 | 878,3                            | 1013                               | 1987                   |
| 1553             | Orhaneli         | 838            | 19.055                      | 9.334                       | 9.721                       | 61                 | 22,7                             | 1041                               | 1097                   |
| 1554             | Orhangazi        | 506            | 80.118                      | 40.141                      | 39.977                      | 31                 | 158,3                            | 996                                | 1926                   |
| 1832             | Osmangazi        | 621            | 881.459                     | 441.739                     | 439.720                     | 137                | 1.419,4                          | 995                                | 1987                   |
| 1725             | Yenişehir        | 720            | 54.315                      | 26.901                      | 27.414                      | 71                 | 75,4                             | 1019                               | 1926                   |
| 1859             | Yıldırım         | 110            | 657.176                     | 330.109                     | 327.067                     | 69                 | 5.974,3                          | 991                                | 1987                   |
| PROVINZ 16 Bursa | PROVINZ 16 Bursa | 10.813         | 3.101.833                   | 1.550.767                   | 1.551.066                   | 1060               | 286,9                            | 999                                |                        |

## Bevölkerung

### Ergebnisse der Bevölkerungsfortschreibung
Nachfolgende Tabelle zeigt die jährliche Bevölkerungsentwicklung nach der Fortschreibung durch das 2007 eingeführte adressierbare Einwohnerregister (ADNKS). Zusätzlich sind die Bevölkerungswachstumsrate und das Geschlechterverhältnis (Sex Ratio d. h. die rechnerisch ermittelte Anzahl der Frauen pro 1000 Männer) aufgeführt. Der Zensus von 2011 ermittelte 2.640.128 Einwohner, das ist über eine halbe Million Einwohner mehr als zum Zensus 2000.

| Jahr | Bevölkerung am Jahresende | Bevölkerung am Jahresende | Bevölkerung am Jahresende | Wachstums- rate der Be- völkerung (in %) | Geschlechter verhältnis (Frauen auf 1000 Männer) | Rang (unter den 81 Provinzen) |
| Jahr | gesamt                    | männlich                  | weiblich                  | Wachstums- rate der Be- völkerung (in %) | Geschlechter verhältnis (Frauen auf 1000 Männer) | Rang (unter den 81 Provinzen) |
| ---- | ------------------------- | ------------------------- | ------------------------- | ---------------------------------------- | ------------------------------------------------ | ----------------------------- |
| 2020 | 3.101.833                 | 1.550.767                 | 1.551.066                 | 1,50                                     | 1000                                             | 4                             |
| 2019 | 3.056.120                 | 1.530.956                 | 1.525.164                 | 2,06                                     | 996                                              | 4                             |
| 2018 | 2.994.521                 | 1.498.219                 | 1.496.302                 | 1,97                                     | 999                                              | 4                             |
| 2017 | 2.936.803                 | 1.470.341                 | 1.466.462                 | 1,22                                     | 997                                              | 4                             |
| 2016 | 2.901.396                 | 1.454.059                 | 1.447.337                 | 2,07                                     | 995                                              | 4                             |
| 2015 | 2.842.547                 | 1.423.583                 | 1.418.964                 | 1,97                                     | 997                                              | 4                             |
| 2014 | 2.787.539                 | 1.394.715                 | 1.392.824                 | 1,70                                     | 999                                              | 4                             |
| 2013 | 2.740.970                 | 1.371.914                 | 1.369.056                 | 1,96                                     | 998                                              | 4                             |
| 2012 | 2.688.171                 | 1.343.894                 | 1.344.277                 | 1,36                                     | 1000                                             | 4                             |
| 2011 | 2.652.126                 | 1.325.715                 | 1.326.411                 | 1,79                                     | 1001                                             | 4                             |
| 2010 | 2.605.495                 | 1.300.283                 | 1.305.212                 | 2,15                                     | 1004                                             | 4                             |
| 2009 | 2.550.645                 | 1.273.491                 | 1.277.154                 | 1,70                                     | 1003                                             | 4                             |
| 2008 | 2.507.963                 | 1.253.151                 | 1.254.812                 | 2,79                                     | 1001                                             | 4                             |
| 2007 | 2.439.876                 | 1.218.749                 | 1.221.127                 | −14,81                                   | 1002                                             | 4                             |
| 2000 | 2.125.140                 | 1.064.560                 | 1.060.580                 |                                          | 996                                              | 5                             |

### Volkszählungsergebnisse
Nachfolgende Tabellen geben den bei den 15 Volkszählungen dokumentierten Einwohnerstand der Provinz Bursa wieder. Die Werte der linken Tabelle entstammen E-Books (der Originaldokumente) entnommen, die Werte der rechten Tabelle basieren aus der Datenabfrage des Türkischen Statistikinstituts TÜIK
| Jahr | Bevölkerung am Zensustag | Bevölkerung am Zensustag | Anteil in %   | Rang |
| Jahr | Türkei                   | Provinz Bursa            | Provinz Bursa | Rang |
| ---- | ------------------------ | ------------------------ | ------------- | ---- |
| 1927 | 13.648.270               | 401.595                  | 2,94          | 6    |
| 1935 | 16.158.018               | 442.760                  | 2,74          | 6    |
| 1940 | 17.820.950               | 461.648                  | 2,59          | 7    |
| 1945 | 18.790.174               | 491.899                  | 2,62          | 6    |
| 1950 | 20.947.188               | 545.919                  | 2,61          | 6    |
| 1955 | 24.064.763               | 598.602                  | 2,49          | 7    |
| 1960 | 27.754.820               | 693894                   | 2,50          | 6    |

| Jahr | Bevölkerung am Zensustag | Bevölkerung am Zensustag | Anteil in %   | Rang |
| Jahr | Türkei                   | Provinz Bursa            | Provinz Bursa | Rang |
| ---- | ------------------------ | ------------------------ | ------------- | ---- |
| 1965 | 31.391.421               | 755.504                  | 2,41          | 7    |
| 1970 | 35.605.176               | 847.884                  | 2,38          | 6    |
| 1975 | 40.347.719               | 961.639                  | 2,38          | 6    |
| 1980 | 44.736.957               | 1.148.492                | 2,57          | 6    |
| 1985 | 50.664.458               | 1.324.015                | 2,61          | 6    |
| 1990 | 56.473.035               | 1.603.137                | 2,84          | 6    |
| 2000 | 67.803.927               | 2.125.140                | 3,13          | 5    |
| 2011 | 74.525.696               | 2.640.128                | 3,54          | 4    |

Anzahl der Provinzen bezogen auf die Censusjahre:
- 1927, 1940 bis 1950: 63 Provinzen
- 1935: 57 Provinzen
- 1955: 67 Provinzen
- 1960 bis 1985: 73 Provinzen
- 1990: 73 Provinzen
- 2000: 81 Provinzen

## Geschichte
In der Antike wurde die Region Bithynien genannt. Dieses Königreich und seine drei größten Städte (u. a. Brussa) wurden vermutlich von König Prusias I. gegründet. 
Mit der Ausbreitung des Römischen Reiches begann König Nikomedes IV., das Gebiet stückweise den Römern zu übergeben. Damals und in der Zeit des Urchristentums wurde Bursa Prussa ad Olympos genannt.
Für die Byzantiner war das Gebiet Zentrum einer großen Verwaltungsregion (Thema), die von den heutigen Gebieten İzmit, Istanbul und Bilecik bis Ereğli am Schwarzen Meer reichte.
Die Osmanen eroberten Bursa um 1326 durch den späteren Sultan Orhan I. und hatten in der heutigen Provinzhauptstadt ihre Residenz, bis sie 1368 nach Edirne und später in das 90 Kilometer nördlich gelegene Istanbul (Konstantinopel) verlegt wurde. Wichtige Sehenswürdigkeiten sind die Grabmäler der Sultane Mehmed I., Osman I. und Orhan I., das Yeşil Türbe sowie drei zwischen 1380 und 1420 errichtete prächtige Moscheen. 
Das älteste Bauwerk ist die Ayasofya-Basilika (Hagia Sophia) aus dem 4. Jahrhundert im nahe gelegenen İznik. Hier wurde das siebte ökumenische Konzil abgehalten. Orhan baute sie in eine Moschee um, die inzwischen stark verfallen ist. Dennoch sind ihre Fresken, Inschriften und Mosaike sowie die Stufen-Apsis bemerkenswert.

## Partnerschaft
Seit dem 21. Oktober 2010 besteht zwischen Bursa und dem deutschen Bundesland Hessen eine Partnerschaft. Der zweite Teil der Vereinbarung der Partnerschaft wurde am 24. Januar 2011 in Wiesbaden unterzeichnet.

## Verschiedenes
Heute wird die Provinz Bursa vom Obstanbau sowie von der Auto- und Textilindustrie geprägt. Der Hausberg Uludağ ist mit seinen 2542 Metern das bedeutendste Zentrum des türkischen Wintersports.

## Persönlichkeiten
- Celâl Bayar (1883–1986), Staatspräsident
- Müzeyyen Senar (1918–2015), Sängerin
- Zeki Müren (1931–1996), Dichter, Komponist, Sänger und Schauspieler
- Adnan Şenses (1935–2013), Sänger
- Ata Demirer (* 1972), türkischer Kabarettist, Komiker und Schauspieler
- Ayhan Akman (* 1977), Fußballspieler
- Emre Pehlivan (* 1993), Fußballspieler